# Маленькая Одесса (фильм)
«Маленькая Одесса» — американский криминальный кинофильм 1995 года. Дебютный фильм режиссёра Джеймса Грэя, сценарий к которому он сам же и написал. Мировая премьера состоялась 4 января 1995 года, а в США, на широкий экран фильм вышел 19 мая 1995 года.

## Сюжет
Профессиональный убийца Джошуа Шапира получает задание «убрать» человека в своём родном районе, где живут его отец Аркадий, умирающая мать Ирина и младший брат Рубен. Джошуа нельзя появляться в Бруклине, поскольку когда-то он убил сына Бориса Волкова — «авторитета» местной преступной группировки.
Но и встреча членов семьи заканчивается ссорой. Отец давно отказался от сына-убийцы, так как знает о роде его занятий, но брат и мать любят его. Джошуа приходится убить одного из членов банды Волкова, так как тот случайно увидел его на улице, а Джошуа ни в коем случае не мог допустить, чтобы об этом узнал глава ОПГ — это было бы равносильно смерти.
После исполнения заказа, он намеревается покинуть город, но его планы рушатся из-за семейной трагедии — его мать умирает от рака мозга. К тому же, он встречается со своей ранней пассией Аллой, к которой он не равнодушен. Волков, считавший Джошуа мёртвым, узнаёт, что убийца его сына вернулся на Брайтон-Бич, и приказывает своим подручным найти его. Они выслеживают Джошуа в доме Аллы, которая погибает в ходе завязавшейся перестрелки. По глупой ошибке Саши — друга детства Джошуа, погибает и Рубен, который спешит к месту преступления, чтобы предупредить старшего брата.

## В ролях
| Актёр               | Роль           |
| ------------------- | -------------- |
| Тим Рот             | Джошуа Шапира  |
| Эдвард Ферлонг      | Рубен Шапира   |
| Мойра Келли         | Алла Шустервич |
| Максимилиан Шелл    | Аркадий Шапира |
| Ванесса Редгрейв    | Ирина Шапира   |
| Дэвид Вадим         | Саша Иванов    |
| Наталья Андрейченко | Наташа         |
| Пол Гилфойл         | Борис Волков   |
| Михаил Хмуров       | Юрий           |

## Создание
После окончания Школы кинематографических искусств при Университете южной Калифорнии в 1991 году, 25-летний Грей написал сценарий к своему первому полнометражному фильму «Маленькая Одесса».  
Съёмки картины проходили в основном в Бруклинских кварталах Бэй-Ридж, Брайтон-Бич, Кони-Айленд, Ред-Хук и Шипсхед-Бей с 20 января по 28 февраля 1994 года. При бюджете в 2,3 миллиона долларов США, фильм собрал чуть менее 1,1 миллиона долларов США в Соединенных Штатах.

## Награды
На 51-м Венецианском кинофестивале фильм получил Серебряного льва. Там же Ванесса Редгрейв, сыгравшая Ирину Шапира, получила Кубок Вольпи за лучшую женскую роль второго плана.